# Антонис Ремос
Андо̀нис Рѐмос (на гръцки: Αντώνης Ρέμος) е гръцки поп изпълнител.

## Биография
Роден е в Дюселдорф, Германия, в семейство на гърци солунчани. Там живее до десетата си годишнина и след това семейството му се връща в Гърция. Научава се сам да свири на китара. Първата му изява е 1995 г. в Атина, където на сцената се нарежда до Димитрис Митропанос, Стефано Корколи и Марио Тока. Следващата година подписва договор със „Сони Мюзик Ентъртейнмънт“. През 1996 г. издава първия си албум, носещ неговото име – Αντώνης Ρέμος, който за по-малко от година става платинен, което е голям успех за млад изпълнител. През следващите години всички негови албуми стават платинени, като два от тях стават и тройно платинени.
Има съвместни проекти с много от гръцките изпълнители, като Андонис Вардис (Θελω να μαθω). Участва като изпълнител и в саундтракове към гръцки филми (Η αγάπη είναι ελέφαντας).

## Дискография

### Студийни албуми
- 1996 – Αντώνης Ρέμος (платинен)
- 1998 – Καιρός να πάμε παρακάτω (платинен)
- 1999 – Πάλι απ' την αρχή (платинен)
- 2001 – Μια νύχτα μόνο (два пъти платинен)
- 2002 – Καρδιά μου, μην ανησυχείς (три пъти платинен)
- 2003 – Μια αναπνοή (три пъти платинен)
- 2005 – Σαν άνεμος (платинен)
- 2008 – Αλήθειες & ψέματα
- 2011 – Κλειστά τα στόματα
- 2013 – Η καρδιά με πηγαίνει εμένα
- 2016 – Σπασμένα κομμάτια της καρδιάς

### Концертни албуми
- 2004 – Live
- 2007 – In Concert (с „Онирама“)
- 2007 – Live (с Маринела)